# Ri Sol-ju
Ri Sol-ju (en chosŏn'gŭl, 리설주; en hancha, 李雪主; Ch'ŏngjin, 28 de septiembre de 1989) es la actual primera dama de la República Popular Democrática de Corea. Es la esposa del líder Kim Jong-un, con quien contrajo matrimonio en 2009.
Su relación no fue de conocimiento público hasta 2012, cuando Sol-ju comenzó a hacer apariciones en público junto a su marido en actividades difundidas por la prensa oficialista. Desde entonces, una serie de rumores fueron difundidos por medios surcoreanos asegurando que era miembro de la banda de música popular Pochŏnbo Jŏnja Akdan (보천보전자악단), pero fueron desmentidos y los medios norcoreanos afirmaron que existió una confusión con otra persona. En abril de 2018, los medios estatales anunciaron que su título de «Camarada» fue ascendido a «Respetada Primera dama».
Al encabezar actividades públicas en familia ocasionalmente, Sol-ju se ha convertido en un símbolo dentro de la sociedad norcoreana. Por ello, ella es denominada comúnmente como Camarada Ri Sol-ju. Además, desde sus primeras apariciones en 2012, la prensa internacional ha centrado su foco en los lapsos de tiempo en que ella ha desaparecido de las actividades públicas con una serie de rumores de los cuales en su mayoría se desconoce su certeza, aunque coincide con el nacimiento de sus hijos.

## Biografía
Se cree (a la fecha no se ha verificado) que nació en una familia normal y que fue enviada a China a estudiar canto.
Según informaciones del Servicio de Inteligencia Nacional de Corea del Sur (NIS), se cree además que Ri habría visitado Corea del Sur, país con el que el Norte mantiene una fuerte tensión, como miembro de un equipo de animación para un evento de atletismo en 2005.
Según el periódico surcoreano JoongAng Ilbo, la pareja comenzó una relación amorosa hace tiempo, pero el padre de Kim Jong-un, el fallecido Kim Jong-il, no estaba de acuerdo y les obligó a separarse. Una fuente de NIS de Corea del Sur dijo al diario que la mujer conoce a Kim «desde que eran adolescentes». «El rumor de que tenían una relación había estado circulando entre la élite de Pyongyang». Otra versión señala que es probable que Jong-un la haya conocido luego de haberla visto durante un concierto y después la hiciera su esposa, indicó una fuente anónima citada por el diario Chosun Ilbo. Luego de esto Ri habría seguido una formación de seis meses en la Universidad Kim Il-sung, la más prestigiosa del país, para prepararla para sus funciones.

### Vida pública
La primera vez que los medios del régimen la mostraron en público fue el 5 de julio de 2012, cuando apareció durante un concierto sentada a la derecha de su marido.
Las apariciones públicas juntos son un gran cambio para la familia gobernante y un acontecimiento «sorprendente» en un país como Corea del Norte, en el que las primeras damas suelen ser mantenidas fuera de la vista de los reporteros.
Para algunos expertos de Corea del Sur, con la confirmación de la identidad de Ri Sol-ju el régimen norcoreano busca ofrecer una imagen de madurez y experiencia de Kim Jong-un, razón por la cual Kim confirió oficialmente el título de Primera dama en 2018 y según analistas podría ser una estrategia para parecer un «Estado normal».